# رونالد ديولف
رونالد ديولف (بالإنجليزية: Ronald DeWolf)‏ هو كاتب أمريكي، ولد في 5 مايو 1934 في إنسينيتاس في الولايات المتحدة، وتوفي في 16 سبتمبر 1991 في كارسون سيتي في الولايات المتحدة بسبب السكري.